# St. Pankratius (Tulling)

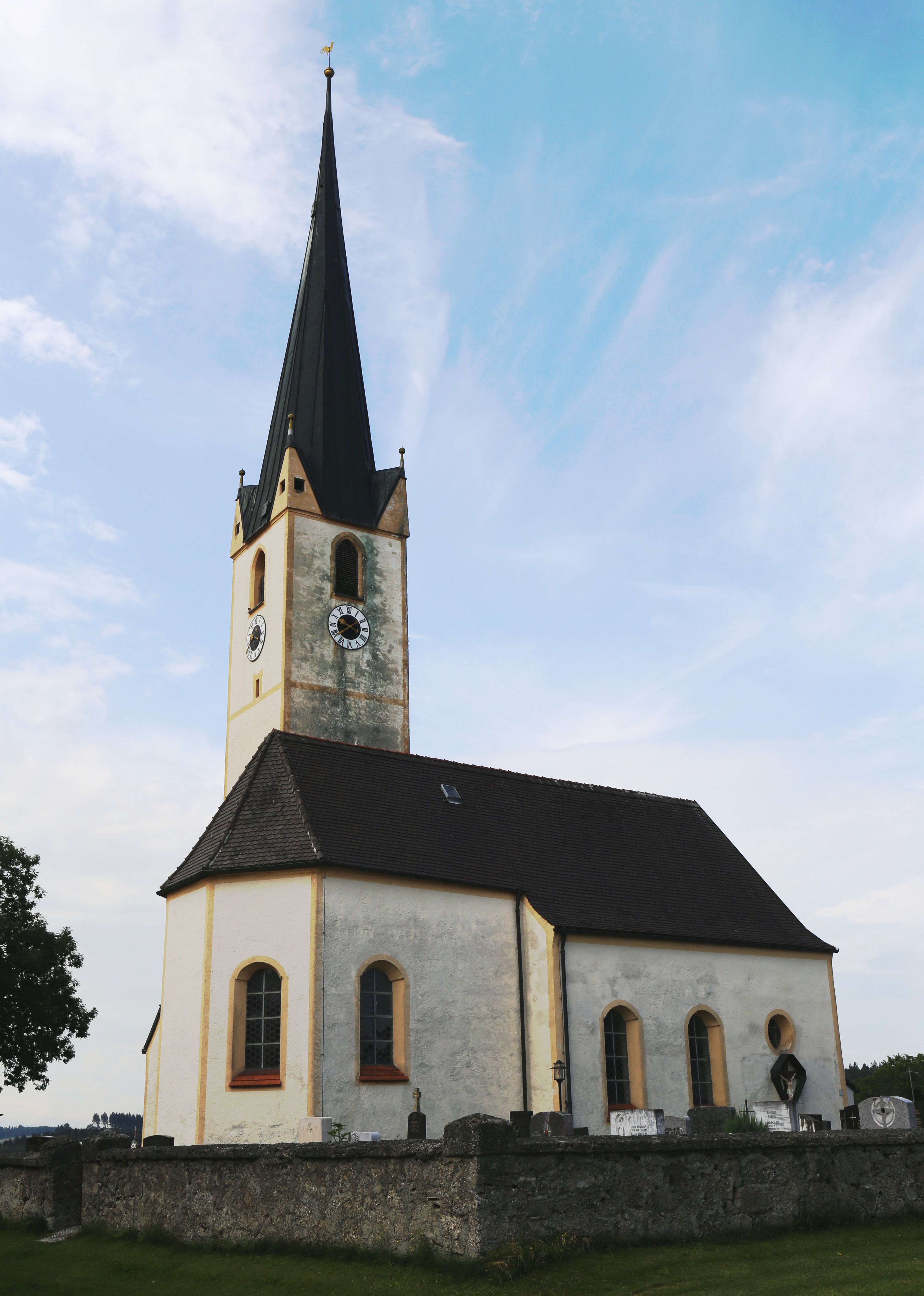
St. Pankratius in Tulling

Innenraum mit Blick zum Chor

Die katholische Filialkirche St. Pankratius im südöstlichen Ortsbereich von Tulling in der oberbayerischen Gemeinde Steinhöring (Landkreis Ebersberg) ist ein um 1500 errichteter spätgotischer Saalbau, der barock umgeformt wurde. Die Kirche ist unter der Aktennummer D-1-75-137-53 in der bayerischen Denkmalliste eingetragen. Bis in die zweite Hälfte des 20. Jahrhunderts hinein war das Kirchenpatrozinium dem heiligen Stephanus gewidmet.

## Geschichte und Architektur
Errichtet wurde der Sakralbau mit einem dreijochigen Langhaus und einem stark eingezogenen zweijochigen Chor mit Dreiachtelschluss um 1500. Eine Besonderheit des etwa 35 Meter hohen Spitzturms aus der gleichen Zeit am südlichen Choreck sind vier Eckaufsätze.

Hochaltar

Gegen Ende des 17. Jahrhunderts erfolgte wohl die Barockisierung, aus dieser Zeit stammen der Hochaltar und der linke Seitenaltar. Dabei wurden außen die Strebepfeiler und innen die Gewölberippen entfernt. Ob das Gewölbe mit Fresken versehen wurde, ist aus den vorhandenen Quellen nicht ersichtlich. Westlich ist eine weit in den Innenraum hineingreifende Empore eingebaut. Die gesamte Gewölbedecke ist ohne jeglichen Schmuck. Das ursprüngliche Kreuzrippengewölbe hat sich nur in dem im Turm befindlichen Sakristeiteil erhalten. Die Tür zur Sakristei hat gotische Beschläge. Das Stichkappengewölbe des Langhauses ruht auf tiefen Wandpfeilern.
Im Jahr 1963 kam die alte Orgel aus der Kirche St. Andreas in Kirchheim bei München nach Tulling. St. Pankratius wurde von 1983 bis 1986 renoviert.

## Ausstattung

Detail des linken Seitenaltars

Der hochbarocke Hochaltar aus der Stilphase um 1680/85 (die Ornamentik lässt darauf schließen) besitzt drei spätgotische Statuen. Die von zwei Leuchterengeln begleitete und im Strahlenkranz stehende Mondsichelmadonna mit Zepter und Jesuskind im Arm wird außen von den Heiligen Pankraz und Urban flankiert, alle um 1500. Im Auszug ist Gottvater mit Zepter und der Weltkugel über der schwebenden Heiliggeisttaube zu sehen, dem Engel auf dem Gebälk zur Seite gestellt sind. Auf der Mensa zeigen zwei kleine Gemälde links und rechts das Herz Jesu und das Herz Mariä.
Neben dem Hochaltar ist das bedeutendste Kunstwerk im Chor eine nahezu lebensgroße Christophorusfigur aus dem 16. Jahrhundert an der Nordwand. Weitere Skulpturen sind die Büsten der Heiligen Georg und Sebastian sowie die dem Christophorus an die Seite gestellten Leuchterengel. An der Südwand hängt ein votivartiges Mariahilfgemälde. In den Chorbogen ist eine neubarocke Kanzel eingebaut.
Die beiden Seitenaltäre sind nicht gleichzeitig entstanden, der linke Stephanusaltar stammt wie der Hochaltar aus dem Hochbarock, der rechte Maria-Immaculata-Altar aus dem letzten Drittel des 19. Jahrhunderts und wurde dem linken im Aufbau und Gestaltung angepasst. Den linken Seitenaltar dominiert die qualitätvolle aus dem 18. Jahrhundert stammende Stephanusfigur, ihr zur Seite gestellt wurden die hl. Maria Magdalena (frühes 16. Jh.) und ein nicht identifizierbarer Heiliger. Darunter auf der Mensa stehen die Büsten der Heiligen Kilian und Augustinus. Das Miniaturbild im Auszug stellt den hl. Laurentius dar. Auf der Mensa des rechten Seitenaltars stehen unterhalb der Immaculatafigur Reliquienschreine.
Am Chorbogen ist ein Triumphkreuz aufgehängt, über dessen Alter die Quellen keine Angaben machen (wohl um 1600). Bei der Renovierung wurde das ursprüngliche Nordportal bis auf eine innenseitige Mauernische geschlossen, in der eine barocke Statue mit dem Motiv Christus in der Rast steht. In dem historischen im Neorokoko gestalteten Gehäuse der nicht mehr bespielbaren Orgel aus Kirchheim sind die Lautsprecher der elektronischen Orgel versteckt, die ebenfalls auf der Empore Platz gefunden hat.